# Grabhügel von Tröbsdorf
Die Grabhügel von Tröbsdorf sind mehrere aus der Jungsteinzeit und der Bronzezeit stammende Grabhügel bei Tröbsdorf, einem Ortsteil von Laucha an der Unstrut im Burgenlandkreis, Sachsen-Anhalt. Einer von ihnen ist von einem Menhir bekrönt. Die Grabbeigaben lassen sich der Bernburger Kultur (3100–2650 v. Chr.), der Schnurkeramischen Kultur (2800–2200 v. Chr.) sowie der Bronzezeit zuordnen.

## Lage
Im Denkmalverzeichnis des Landes Sachsen-Anhalt sind in Tröbsdorf sieben bis elf Grabhügel aufgeführt. Sie gliedern sich in zwei Gruppen, von denen sich eine 700 m nördlich des Ortes auf dem Nebraer Berg befindet. Die zweite Gruppe liegt 500 m westlich des Ortes. Die nördliche Gruppe besteht aus drei bis fünf Hügeln. Zwei Hügel liegen in ost-westlicher Richtung nahe beieinander; der westliche der beiden besitzt einen Menhir. Am Südhang des Nebraer Berges befindet sich ein dritter Hügel. Ebenfalls am Südhang befindet sich unweit der beiden ersten Hügel ein möglicher vierter Hügel. Die westliche Gruppe besteht laut Denkmalverzeichnis aus vier bis sechs Hügeln. Einer befindet sich auf dem Heidelberg, ein zweiter am Bühnzchen, einem Ausläufer der Neideck, ein dritter Hügel liegt am Südrand der Neideck und ein vierter auf dem Rücken der Neideck. Bei zwei Grabfunden unterhalb des Heidelsbergs und in der Lehmgrube ist unklar, ob sie ursprünglich überhügelt waren.

## Beschreibung

### Die nördliche Gruppe

#### Hügel 1
Der Grabhügel wurde 1864 durch Friedrich Klopfleisch und erneut 1898 durch Kuntze untersucht. Er besaß ursprünglich einen doppelten Steinkranz und auf seiner Spitze einen Menhir. Der Steinkranz ist nicht erhalten. Der Menhir ist pfeilerförmig und besteht aus feinkörnigem Sandstein. Er hat eine Höhe von 150 cm, eine Breite von 50 cm und eine Dicke von 30 cm. Er besitzt an der Vorderseite eine natürliche Aushöhlung.
Der Hügel wies bereits bei Klopfleischs Untersuchung eine Störung auf, er konnte aber noch Skelettreste, einen breiten Becher mit einem Zapfen sowie weitere Keramikscherben bergen.

#### Hügel 2
Der zweite Hügel wurden ebenfalls 1864 durch Klopfleisch untersucht. Er bedeckte vier Grabgruben, in denen jeweils ein Skelett lag. Zwischen diesen Gruben befanden sich mehrere kleinere Gruben, die Beigaben enthielten. Eine Grube enthielt eine Axt aus Serpentin und ein Feuerstein-Beil, eine zweite enthielt zwei Gefäße der Bernburger Kultur. Bei einer Nachgrabung wurden 1898 am Rand des Hügels ein schnurverzierter Becher, das Fragment eines Steinbeils sowie drei Spinnwirtel gefunden.

#### Hügel 3
Hügel 3 wurde 1898 ergraben. Er besteht aus Löss und besaß drei steinerne Einbauten. An der Ostseite wurden drei senkrechte Steinplatten gefunden, unter denen eine mit punktierten Bändern versehene Tasse gefunden wurde, die der Bandkeramik zugeordnet wurde. Diese kann jedoch nicht mit dem Grabhügel in Verbindung stehen, da sie sehr viel älter ist. In der Nähe wurde allerdings eine bandkeramische Siedlung festgestellt. Vermutlich wurde die Tasse in den Hügel verlagert. In der Mitte des Hügels stand eine nord-südlich orientierte Kammer aus Steinplatten. Sie enthielt die Reste eines Skeletts, aber keine Beigaben. Im Westen wurde eine Steinsetzung gefunden, neben der ein Skelett lag; auch hier fanden sich keine Beigaben.

#### Möglicher Hügel 4
Ein möglicher vierter, sehr flacher Hügel wurde 1898 noch vor einer genauen Untersuchung zur Gewinnung von Steinen durchwühlt. Bei einer Nachuntersuchung wurden ein Napf und ein becherartiger Topf (beide unverziert), zwei Pfeilspitzen aus Feuerstein und eine gebogene Bronzenadel mit Keulenkopf entdeckt.

### Die westliche Gruppe

#### Hügel auf dem Heidelberg
Der Hügel wurde 1889 ergraben. Er enthielt eine Steinkiste, in der eine schnurverzierte Amphore, ein amphorenförmiger Topf sowie die Öse einer weiteren Amphore gefunden wurden. Über Skelettfunde ist nichts bekannt.

#### Hügel am Bühnzchen
Auch dieser Hügel enthielt an seinem Grund eine Steinkiste. Sie war recht groß und ihr Deckstein fehlte. Vom Skelett waren nur noch Reste erhalten. An Grabbeigaben wurden zwei schnurverzierte Amphoren, zwei Schnurbecher, ein schnurverzierter Topfbecher, ein Steinbeil aus Kieselschiefer sowie zwei Messer, ein Schaber und eine Pfeilspitze aus Feuerstein gefunden. Weiterhin enthielt das Grab zwei Kinnladen eines Hundeschädels.
Ein zweites Grab wurde weiter oben in der Hügelschüttung, kurz unter der Kuppe entdeckt. Es bestand aus geschichteten Steinen und besaß ein Bodenpflaster. In dem Grab wurden zwei bauchige Töpfe, eine Bechertasse und drei als Deckel verwendete Näpfe gefunden. In den Töpfen wurden ausgeglühte Knochen vorgefunden, daneben lagen unverbrannte Röhrenknochen. Weiterhin wurde ein bronzener Halsring gefunden. Ein Eisenblech gehörte wohl nicht zum Grabinventar.

#### Hügel am Südrand der Neideck
Dieser Hügel wurde 1899 ergraben. Er enthielt eine nord-südlich orientierte schmale Steinkiste, in der Skelettreste, aber keine Grabbeigaben festgestellt wurden.

#### Hügel auf dem Rücken der Neideck
Im oberen Bereich des Hügels wurden zahlreiche grobe Keramikscherben gefunden. In einer sehr schmalen Steinsetzung wurde ein Skelett gefunden, auf dessen Unterschenkeln ein Sandsteinblock lag. An Beigaben wurden ein Napf, ein Steinbeil, ein ovaler Tonlöffel, ein knöcherner Pfriem und ein Armring aus Kupfer oder Bronze gefunden.

### Unklare Befunde

#### Grab unterhalb des Heidelbergs
Im Acker unter dem Heidelberg wurde 1898 eine Steinpackung entdeckt, die ein schlauchförmiges Gefäß, eine Bronzenadel, einen bronzenen Pfriem und einen bronzenen Noppenring enthielt. Ob hier ein abgetragener Grabhügel stand, ist unklar.

#### Steinkiste in der Tröbsdorfer Lehmgrube
In der Tröbsdorfer Lehmgrube wurde 1892 zwischen bandkeramischen Siedlungsbefunden auch eine Steinkiste mit einem süd-nördlich orientierten Skelett gefunden. Ob die Kiste ursprünglich überhügelt war, ist unklar. Die Kiste enthielt als Beigaben einen Topf und eine Bronzenadel.

## Die Grabhügel in regionalen Sagen
Über die Grabhügel am Nebraer Berg sind mehrere Sagen bekannt. So soll einer eine Braupfanne voll Gold enthalten. Jemand, der einen Stein von der Umfassung des Hügels 1 angehoben hatte, soll mit umgedrehtem Genick gefunden worden sein. Der Menhir auf diesem Hügel soll wackeln, wenn der Hahn kräht.